# 云南基督教神学院
云南基督教神学院，简称云南神学院，是一所由云南省基督教两会举办的三年全日制神学高等院校，位于昆明市。云南神学院主要是为中国内地（非汉族）的少数民族而设的，在全国的神学院校中，该院学生的少数民族种类最多，人数也最多。

## 简史
1950年，在昆明的“车家璧圣经学校”、“黔光圣经学院”、“灵光圣经学院”等各派神学院合并创办“云南圣经学院”。

1958年，云南圣经学院停办。
1989年，经省人民政府批准，云南省基督教两会在圣经学院的基础上建立“云南基督教神学院”，校址位于昆明市黄土坡昆沙路59号，建筑面积1700多平方米。

2010年，学校迁至位于呈贡区的昆明市基督教培训中心继续办学。
2013年，云南基督教神学院拆迁重建工程在昆明市五华区大普吉村隆重举行开工典礼。

2014年，学校迁至位于昆明市五华区小屯路现址，校区占地1.3万余平方米，建筑面积近1万平方米（包括礼拜堂、教室、图书馆、办公楼、学生宿舍等建筑在内），可容纳学生200名。总投资约4000余万元。

## 现状
云南基督教神学院现为全日制神学高等专科院校，学制为三年。学校的教学宗旨是为云南教会培养具有较高神学造诣，爱国爱教，坚持基督教中国化的教牧人才。课程包括神学专业课和公共课，例如圣经专卷、圣经神学、系统神学、历史神学、实践神学等；思想政治、政策法律法规、中国历史文化、中国宗教、中国当代社会等。此外，云南神学院还有一间茶道教室，学生可在这里学习中国的传统茶文化。

学院现任院长是靖玖玮。现有专职教师12名；外聘教师6名。
图书馆藏书有纸质书籍近两万册。
云南神学院主要是为内地的少数民族而设的。学生来自十几个民族，包括汉族、彝族、傈僳族、苗族、景颇族、拉祜族等。少数民族学生占86%。在全国的神学院校中，该校的少数民族学生人数和民族种类都是最多的。

云南神学院现有在校学生150余人，自建校以来，已培养毕业生近千人。此外还每年举办短训班，培训教牧人员约一百人。

## 外部連結
- https://www.ccctspm.org/ （页面存档备份，存于）  中国基督教网